# Casper Pedersen
Casper Phillip Pedersen (Kopenhagen, 15 maart 1996) is een Deens baan- en wegwielrenner die sinds 2023 rijdt voor de Belgische wielerploeg Soudal Quick-Step.

## Carrière
Als junior werd Pedersen in 2011, samen met Jonas Poulsen, Emil Wang en Kristian Holm, derde op het nationale kampioenschap ploegenachtervolging. Een jaar later behaalde hij diezelfde klassering in het omnium. In 2013 was Pedersen, samen met zijn ploeggenoten, de snelste in de ploegentijdrit van de Sint-Martinusprijs Kontich. Later dat jaar werd hij derde in het omnium op het wereldkampioenschap. In 2014 werd hij enkel door Magnus Bak Klaris geklopt in de massasprint tijdens de juniorenversie van Parijs-Roubaix. Later dat jaar werd hij onder meer derde op het nationale kampioenschap tijdrijden, werd hij wereldkampioen in het omnium, sprintte hij naar de tweede plaats in de tweede etappe van de GP Rüebliland en werd hij derde in de ploegenachtervolging tijdens de wereldbekermanche in Londen.
In 2015 werd Pedersen, achter Ludwig Bengtsson, tweede in de pelotonsprint van de Scandinavian Race Uppsala. Nicolar Brøchner was 36 seconden eerder al winnend over de streep gekomen. Later dat jaar werd hij, samen met Lasse Norman Hansen, Daniel Hartvig, Rasmus Quaade en Mathias Møller Nielsen, derde in de ploegenachtervolging op het Europese kampioenschap.
In 2016 maakte Pedersen deel uit van de Deense selectie voor de ploegenachtervolging op de Olympische Spelen. Hij kwam echter geen enkele keer in actie voor de selectie, die uiteindelijk de bronzen medaille behaalde.
In 2017 won Pedersen, samen met Niklas Larsen, Julius Johansen, Frederik Madsen en Casper von Folsach, de ploegenachtervolging tijdens de wereldbekermanche van Cali. Ruim een week later werd hij, samen met Johansen, derde in de ploegkoers in Los Angeles. Op de weg was enkel Fabio Jakobsen sneller in de beloftenversie van de Rund um den Finanzplatz Eschborn-Frankfurt. Later die maand won hij de tweede etappe in de Flèche du Sud, voor Raphael Freienstein en Twan van den Brand. In de GP Horsens versloeg Pedersen Rasmus Guldhammer en Torkil Veyhe in een sprint met drie. Twee maanden later won hij de wegwedstrijd voor beloften op het Europese kampioenschap. In september won hij de eerste etappe in de Ronde van Denemarken. De leiderstrui die hij daaraan overhield raakte hij een dag later kwijt aan Mads Pedersen. Tijdens de nationale kampioenschappen baanwielrennen won hij, samen met Casper von Folsach, Mikkel Bjerg en Rasmus Quaade, de ploegenachtervolging. In oktober werd hij samen met Niklas Larsen tweede in de ploegkoers op het Europese kampioenschap.
In 2018 werd Pedersen prof bij Aqua Blue Sport.
In 2020 won hij Parijs-Tours door in een sprint met twee af te rekenen met de Fransman Benoît Cosnefroy.

## Baanwielrennen

### Palmares
| Jaar     | NK                        | EK                   | WK       | Overig                                    |
| Junioren | Junioren                  | Junioren             | Junioren | Junioren                                  |
| -------- | ------------------------- | -------------------- | -------- | ----------------------------------------- |
| 2011     | ploegenachtervolging      |                      |          |                                           |
| 2012     | omnium                    |                      |          |                                           |
| 2013     |                           |                      | omnium   |                                           |
| 2014     |                           |                      | omnium   |                                           |
| Elite    |                           |                      |          |                                           |
| 2015     |                           | ploegenachtervolging |          |                                           |
| 2016     | omnium ploegkoers scratch |                      |          |                                           |
| 2017     | Ploegenachtervolging      | Ploegkoers           |          | WB Cali: Ploegenachtervolging, Ploegkoers |

## Wegwielrennen

### Overwinningen
2017
2e etappe Flèche du Sud
GP Horsens
 Europees kampioen op de weg, Beloften
1e etappe Ronde van Denemarken
2020
Parijs-Tours
2023
Figueira Champions Classic

## Resultaten in voornaamste wedstrijden
| Jaar | Ronde van Italië | Ronde van Frankrijk | Ronde van Spanje |
| ---- | ---------------- | ------------------- | ---------------- |
| 2018 |                  |                     |                  |
| 2019 |                  |                     | 103e             |
| 2020 |                  | 92e                 |                  |
| 2021 |                  | 111e                |                  |
| 2022 |                  |                     |                  |
| 2023 |                  |                     | 140e             |
| 2024 |                  | opgave              | 127e             |
| 2025 |                  |                     |                  |

| Jaar | Milaan-San Remo | Gent-Wevelgem | Ronde van Vlaanderen | Parijs-Roubaix | Amstel Gold Race | Luik-Bast.‑Luik | Parijs-Tours | E3 Saxo Classic |  | WK op de weg |  | Wereldranglijsten |
| ---- | --------------- | ------------- | -------------------- | -------------- | ---------------- | --------------- | ------------ | --------------- |  | ------------ |  | ----------------- |
| 2018 |                 |               |                      |                | opgave           | opgave          |              |                 |  |              |  | 657e (UWR)        |
| 2019 | opgave          | opgave        | 112e                 | opgave         |                  |                 |              |                 |  | opgave       |  | 1361e (UWR)       |
| 2020 |                 |               |                      |                |                  |                 | ↑            |                 |  | 65e          |  |                   |
| 2021 | 120e            | opgave        |                      | opgave         |                  |                 | 81e          |                 |  |              |  |                   |
| 2022 |                 |               |                      | 84e            | opgave           |                 |              |                 |  |              |  |                   |
| 2023 |                 |               |                      |                |                  |                 |              |                 |  |              |  |                   |
| 2024 | 13e             |               | opgave               | opgave         |                  |                 |              | 87e             |  |              |  |                   |
| 2025 | 26e             |               | 79e                  |                |                  |                 |              | 4e              |  |              |  |                   |

### Resultaten in kleinere rondes
| Jaar | Tour Down Under | Ronde van de VAE | Parijs-Nice | Tirreno-Adriatico | Ronde van Catalonië | Ronde van Romandië | Ronde van Californië | Critérium du Dauphiné | Ronde van Zwitserland | Ronde van Polen | Benelux Tour |
| ---- | --------------- | ---------------- | ----------- | ----------------- | ------------------- | ------------------ | -------------------- | --------------------- | --------------------- | --------------- | ------------ |
| 2018 |                 |                  |             |                   |                     |                    |                      |                       |                       |                 |              |
| 2019 |                 |                  | 96e         |                   |                     |                    | opgave               | opgave                |                       |                 | 42e          |
| 2020 |                 |                  |             |                   |                     |                    |                      |                       |                       | 29e             |              |
| 2021 |                 |                  | 92e         |                   |                     |                    |                      |                       |                       |                 | opgave       |
| 2022 |                 |                  |             |                   | opgave              | 113e               |                      |                       | opgave                |                 |              |
| 2023 |                 |                  |             | 79e               |                     | 87e                |                      |                       |                       |                 |              |
| 2024 | 83e             |                  | opgave      |                   |                     |                    |                      | 87e                   |                       |                 |              |
| 2025 | 69e             | 75e              |             | 90e               |                     |                    |                      |                       |                       |                 |              |

## Ploegen
- 2015 –  Riwal Platform Cycling Team
- 2016 –  Riwal Platform Cycling Team
- 2017 –  Team Giant-Castelli
- 2018 –  Aqua Blue Sport
- 2019 –  Team Sunweb
- 2020 –  Team Sunweb
- 2021 –  Team DSM
- 2022 –  Team DSM
- 2023 –  Soudal-Quick Step
- 2024 –  Soudal-Quick Step
- 2025 –  Soudal Quick-Step

Archbold · Blythe · Brammeier · Christian · Denifl · Dunbar · Dunne · Fenn · Gate · Hansen · Koning · Kreder · Pearson · Pedersen · Warbasse · Watson
Arndt · Bakelants ·  Bol · Curvers · Dumoulin · Fröhlinger · Haga · Hamilton · Hindley · Hirschi · Kämna · Kanter · Kelderman · A. Kragh Andersen · S. Kragh Andersen · Matthews · Nieuwenhuis · Oomen · Pedersen · Power · Roche · Storer · Stork · Tusveld · Vervaeke · Walscheid · Eekhoff (stagiair) · Kooistra (stagiair) · Salmon (stagiair)
Arensman (vanaf 1 juli) · Arndt · Benoot · Bol · Dainese · Denz · Donovan · Eekhoff · Gall · Haga · Hamilton · Hindley · Hirschi · Kanter · Kelderman · A. Kragh Andersen · S. Kragh Andersen · Matthews · Nieuwenhuis · Oomen · Pedersen · Power · Roche · Salmon · Storer · Stork · Sütterlin · Tusveld · Van Wilder · Vermaerke (stagiair)
Arensman · Arndt · Bardet · Benoot · Bol · Brenner · Combaud · Dainese · Denz · Donovan · Eekhoff · Gall · Haga · Hamilton · Hindley · Kanter · A. Kragh Andersen · S. Kragh Andersen · Leknessund · Markl · Nieuwenhuis · Pedersen · Roche · Salmon · Storer · Stork · Sütterlin · Tusveld · Vermaerke · Van Wilder
Arensman · Arndt · Bardet · Bittner (vanaf 1/8) · Bol · Brenner · Combaud · Dainese · Degenkolb · Denz · Donovan · Eekhoff · Hamilton · Heinschke · Hvideberg · A. Kragh Andersen · S. Kragh Andersen · Leknessund · Markl · Mayrhofer · Naberman · Nieuwenhuis · Pedersen · Rodenberg · Stork · Tusveld · van Uden (vanaf 1/8) · Vandenabeele · Vermaerke · Welsford
Alaphilippe · Asgreen · Bagioli · Ballerini · Cattaneo · Cavagna · Černý · Declercq · Devenyns · Evenepoel    · Hirt · Jakobsen  · Knox · Lampaert · Masnada · Merlier · Mørkøv · Pedersen · Schmid · Sénéchal · Serry · Steimle · Svrček · Van Lerberghe · Van Tricht · Van Wilder · Vansevenant · Vernon · Vervaeke
Alaphilippe · Asgreen · Bastiaens · Cattaneo · Černý · Evenepoel      · Gelders · Hirt · Huby · Knox · Lampaert · Lamperti · Landa · Lecerf · Magnier · Masnada · Merlier · Moscon · Pedersen · Reinderink · Serry · Svrček · Van Lerberghe · Van Wilder · Vangheluwe · Vansevenant · Vervaeke · Warlop